# Bahnhof Kojimashinden
Der Bahnhof Kojimashinden (jap. 小島新田駅, Kojimashinden-eki) ist ein Bahnhof auf der japanischen Insel Honshū. Er wird von der Bahngesellschaft Keikyū betrieben und befindet sich in der Präfektur Kanagawa auf dem Gebiet der Stadt Kawasaki, genauer im Bezirk Kawasaki-ku.

## Beschreibung

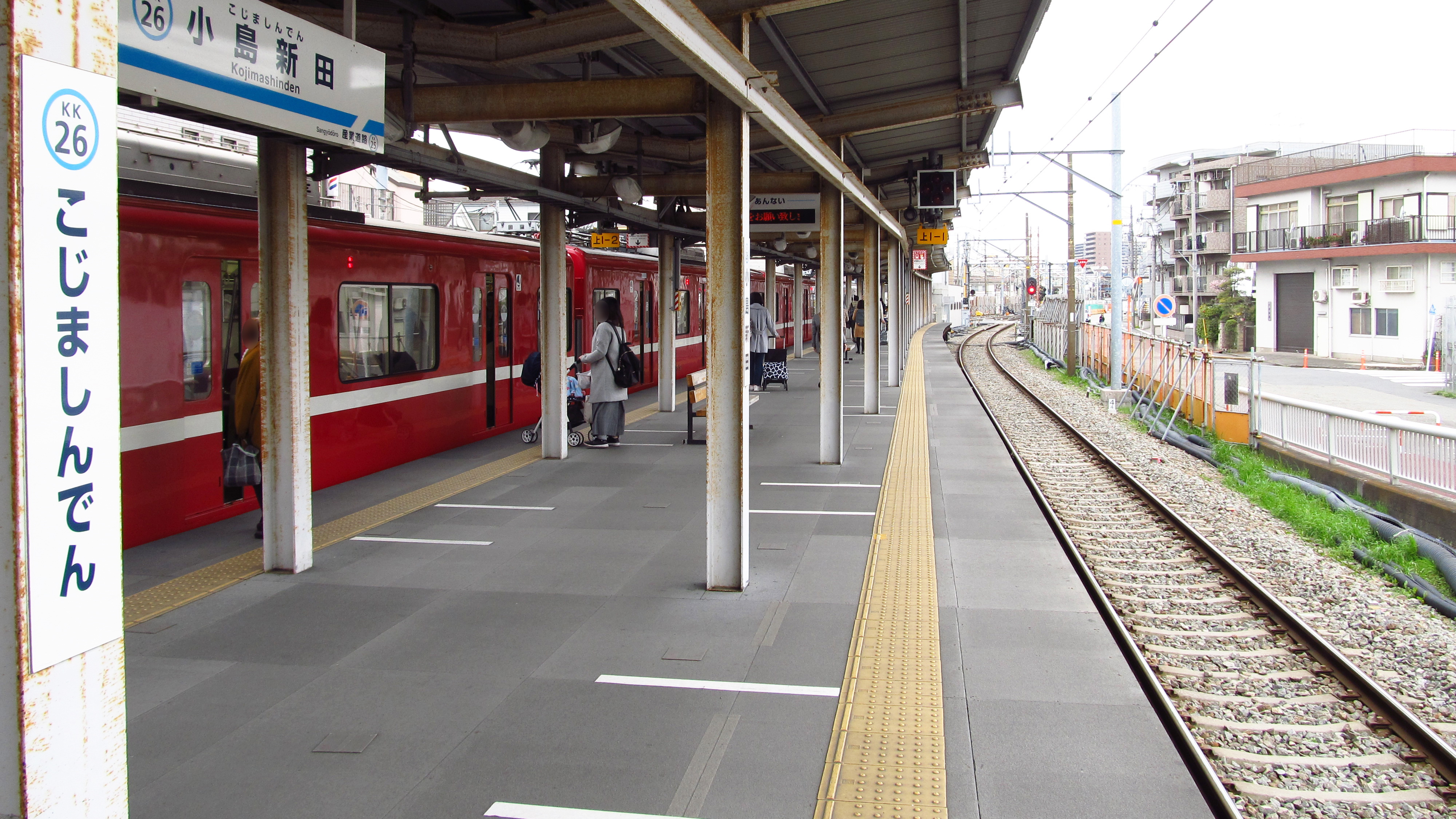
Ansicht des Bahnsteigs

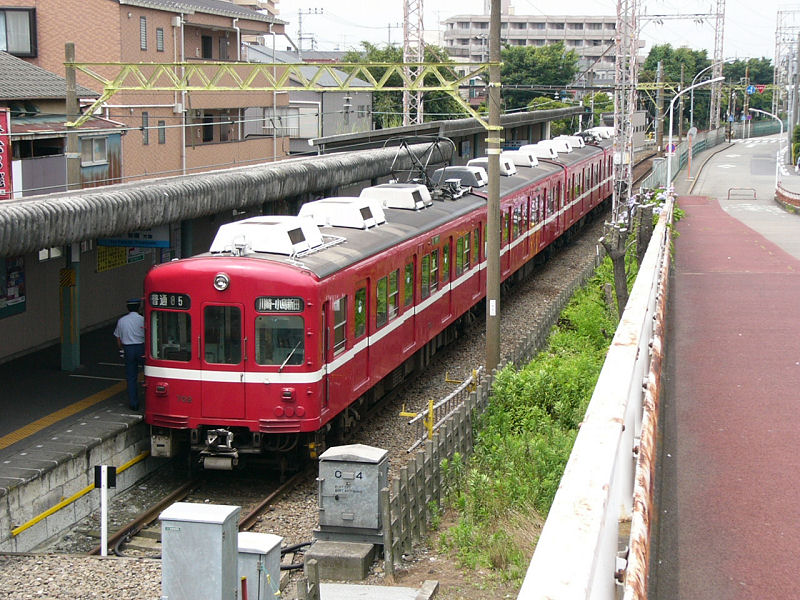
Im Bahnhof (Juni 2005)

Kojimashinden ist die östliche Endstation der Keikyū Daishi-Linie, die 4,5 km weit nach Keikyū Kawasaki führt. Tagsüber verkehren die Züge alle zehn Minuten, während der Hauptverkehrszeit alle fünf Minuten und in den Randstunden in einem angenäherten 15-Minuten-Takt. An Wochenenden und Feiertagen fahren sie alle 10 bis 15 Minuten.
Der Kopfbahnhof steht an der Grenze zwischen den Stadtteilen Tamachi im Süden und Egawa im Norden, die beide zum Bezirk Kawasaki-ku gehören. Die Anlage ist von Westen nach Osten ausgerichtet und umfasst zwei ebenerdige Gleise, die beide dem Personenverkehr dienen. Sie liegen an einem überdachten Mittelbahnsteig und enden stumpf an einem Kopfbahnsteig. An diesen schließt sich ein kleines Empfangsgebäude an. Etwa 50 Meter östlich davon verläuft in Nord-Süd-Richtung die Tōkaidō-Güterlinie zum nahe gelegenen Güterbahnhof Kawasaki, eine Fußgängerbrücke führt vom Bahnhofsvorplatz zur gegenüberliegenden Seite der Güterlinie. Am westlichen Ende des Bahnhofs befindet sich ein höhengleicher Bahnübergang.
Im Fiskaljahr 2019 nutzten durchschnittlich 22.743 Fahrgäste täglich den Bahnhof.

## Gleise
| 1/2 | ▉ Keikyū Daishi-Linie | Keikyū Kawasaki |

## Geschichte

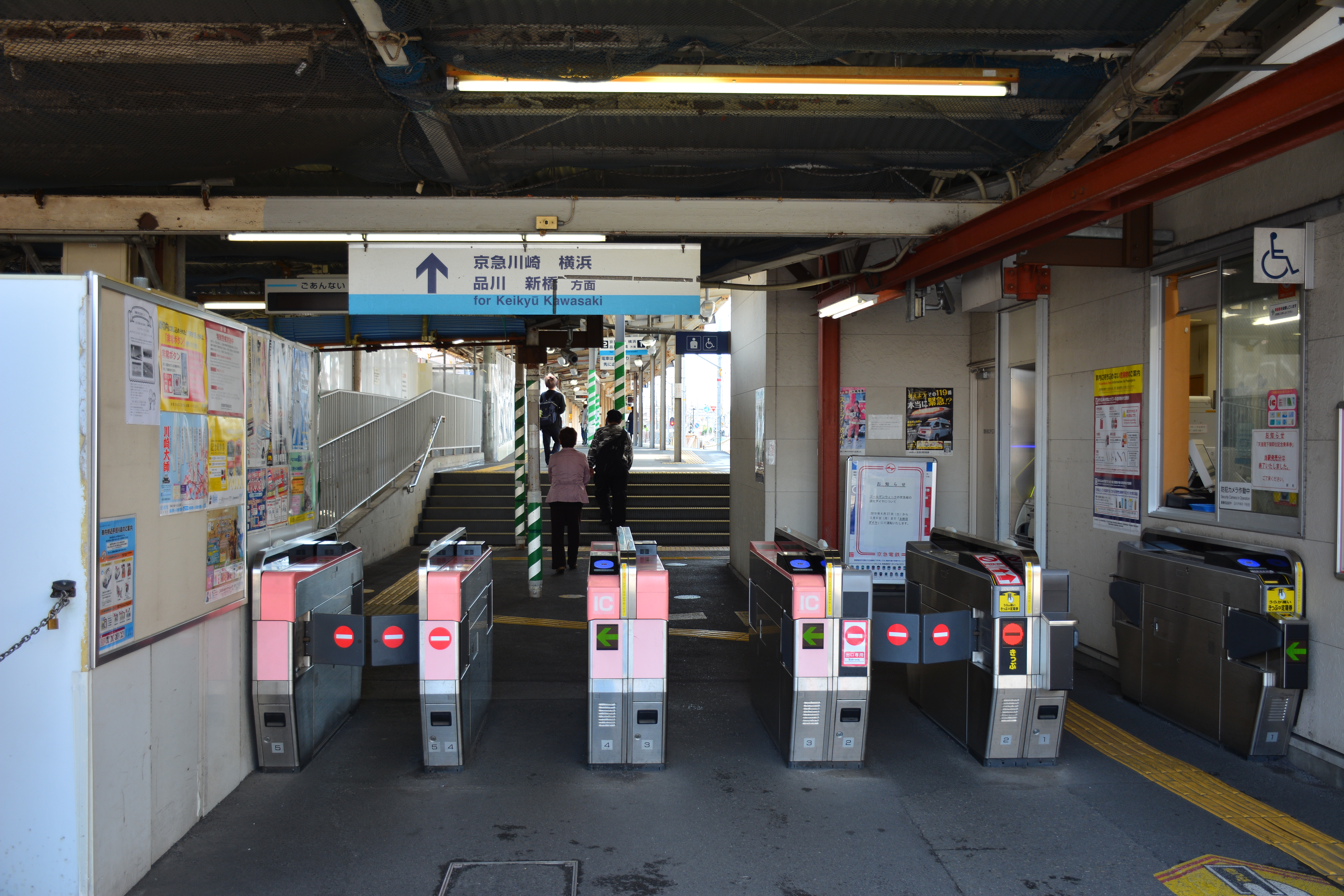
Bahnsteigsperren

Das Daitōkyū-Konglomerat, ein im Jahr 1942 entstandener Zusammenschluss mehrerer Privatbahnen, verlängerte die ursprünglich von der Keihin Denki Tetsudō erbaute Daishi-Linie am 1. Oktober 1944 um 2,3 km von Sangyōdōro (heute Daishibashi) nach Iriezaki. Kojimashinden war dabei einer von zwei neuen Zwischenbahnhöfen. Hauptgrund für den Bau war eine bessere Erschließung des Industriehafens von Kawasaki. Nach der Auflösung des finanziell angeschlagenen Konglomerats ging die Strecke am 1. Juni 1948 an die ursprüngliche Besitzerin zurück, die ihre Geschäftstätigkeit unter dem neuen Namen Keihin Kyūkō Dentetsu (abgekürzt Keikyū) wieder aufnahm.
Am 25. März 1964 legte die Keikyū den Abschnitt zwischen Kojimashinden und Shiohama still, um Platz für den Bau der Tōkaidō-Güterlinie und den Güterbahnhof Kawasaki zu schaffen (beide durch die Japanische Staatsbahn erbaut). Am selben Tag verlegte sie den Bahnhof Kojimashinden um etwa 300 Meter nach Westen an seinen heutigen Standort. Der alte Bahnhof lag auf einem Viadukt und besaß zwei Gleise an Seitenbahnsteigen. Die neue Endstation hingegen war ebenerdig und hatte nur ein Stumpfgleis an einem Seitenbahnsteig. Die vor dem Bahnhof nach links abzweigende Werksbahn von Ajinomoto ging am 1. April 1997 außer Betrieb. Am 14. März 2014 erhielt der Bahnhof ein zweites Stumpfgleis an einem neuen Mittelbahnsteig.